# 후안 아쿠냐
후안 아쿠냐 나야(스페인어: Juan Acuña Naya; 1923년 2월 14일, 갈리시아 지방 아코루냐 ~ 2001년 8월 30일, 갈리시아 지방 아코루냐)는 스페인의 전 축구 골키퍼이다.

## 생애
그는 경력 대부분을 데포르티보에서 보냈다. 그가 치른 데포르티보 첫 경기는 1938년 페롤과의 경기였다. 그 경기 이듬해, 그는 데포르티보와 계약하여 300 페세타의 월급을 받게 되었다.
그는 과체중으로 인한 잦은 부상을 문제로 어려움을 겪었다. 그는 안토니 라마예츠와 빅토르 발데스를 제외하고 최우수 골키퍼로 최다 선정된 골키퍼로, 1941-42 시즌, 1942-43 시즌, 1949-50 시즌, 그리고 1950-51 시즌에 4차례 선정되었다.
1961년, 그는 데포르티보와 오우렌세 간의 헌정 경기를 치렀다. 1990년, 데포르티보는 그의 이름을 딴 트로피를 제작했다.